# На порог мой села сказка
«На порог мой села сказка» (латыш. Sēd uz sliekšņa pasaciņa) — музыкальный мультипликационный фильм режиссёра Розе Стиебры, снятый на Латвийском телевидении в 1987 году.

## Сюжет
Из разрозненных стихотворений латышской поэтессы Аспазии автор сценария выстроила аллегорическую философскую притчу о хрупкости мироздания. Девушка Сказка, олицетворяющая мать-природу, открывает перед наивным гномиком, олицетворяющим человечество, морские раковины, в каждой из которых скрыт свой мир. Перед глазами зрителя проходят рай, в котором скучно, и ад, в котором страшно… В последней раковине открывается реальный земной мир в его скромном обаянии.
Особенную выразительность мультфильму придаёт мелодичная электронная музыка Зигмарса Лиепиньша.

## Съёмочная группа
- Автор сценария и режиссёр-постановщик: Розе Стиебра
- Художник-постановщик: Дзинтра Аулмане
- Композитор: Зигмарс Лиепиньш
- Песни исполняет: Мирдза Зивере
- Оператор: Аустра Гулбе
- Звукооператор: Язепс Кулбергс
- Редактор: Агрис Редовичс
- Директор: Мета Заке

## Награды
- Победитель в номинации «За выразительность изображения» на кинофестивале «Большой Кристап» (1988)[2]